# Sofiane Bendebka
Sofiane Bendebka (sinh ngày 9 tháng 8 năm 1992 ở El Magharia) là một cầu thủ bóng đá người Algérie thi đấu cho MC Alger và đội tuyển quốc gia Algérie.

## Sự nghiệp quốc tế
Vào ngày 2 tháng 6 năm 2016, Bendebka có màn ra mắt quốc tế cho Algérie trong trận đấu tại Vòng loại Cúp bóng đá châu Phi 2017 against Seychelles, coming on as a 90th-minute substitute.

### Bàn thắng quốc tế
Tỉ số và kết quả liệt kê bàn thắng của Algérie trước.
| #  | Ngày                | Địa điểm                              | Đối thủ     | Tỉ số | Kết quả | Giải đấu |
| -- | ------------------- | ------------------------------------- | ----------- | ----- | ------- | -------- |
| 1. | 20 tháng 1 năm 2022 | Sân vận động Japoma, Douala, Cameroon | Bờ Biển Ngà | 1–3   | 1–3     | CAN 2021 |